# Colli Berici Sauvignon
Il Colli Berici Sauvignon è un vino DOC la cui produzione è consentita nella provincia di Vicenza.

## Caratteristiche organolettiche
- colore: giallo paglierino.
- odore: delicato caratteristico.
- sapore: asciutto, armonico, fresco, di corpo.

## Produzione
Provincia, stagione, volume in ettolitri
- Vicenza  (1990/91)  1843,25
- Vicenza  (1991/92)  1760,34
- Vicenza  (1992/93)  2350,75
- Vicenza  (1993/94)  2587,18
- Vicenza  (1994/95)  3045,98
- Vicenza  (1995/96)  2701,23
- Vicenza  (1996/97)  3656,0